# 兰伯特&巴特勒
兰伯特&巴特勒（Lambert & Butler）是一家前英格兰烟叶制造公司，1834年成立于中倫敦克勒肯維爾，此後一直經營至1901年，当年它与其他英国煙草公司合并為帝国烟草。此後兰伯特&巴特勒成為帝国烟草的子公司，後來又成為帝国烟草旗下的一個香煙品牌。